# Deopalpus macrocerus
Deopalpus macrocerus är en tvåvingeart som först beskrevs av Christian Rudolph Wilhelm Wiedemann 1830.  Deopalpus macrocerus ingår i släktet Deopalpus och familjen parasitflugor. Inga underarter finns listade i Catalogue of Life.